# Temporada 1950-1951 del RCD Espanyol
Dades de la Temporada 1950-1951 del RCD Espanyol.

## Fets Destacats
- Tot i fer 50 anys de la fundació de la Societat Espanyola de Foot-Ball, no se celebren les noces d'or.
- Entre les temporades 1950-51 i 1951-52 l'equip, dirigit per Pepe Nogués aconsegueix guanyar com a local de manera consecutiva en setze partits, la més llarga de la història.[4]
- 10 de setembre de 1950: Lliga: Reial Madrid 6 - Espanyol 2[5]
- 24 de setembre de 1950: Lliga: UE Lleida 5 - Espanyol 4[6]
- 1 d'octubre de 1950: Lliga: Espanyol 5 - CE Alcoià 3[7]
- 10 de desembre de 1950: Lliga: FC Barcelona 4 - Espanyol 1[8]
- 31 de desembre de 1950: Lliga: Espanyol 7 - Reial Madrid 1, amb gols d'Arcas, tres de Marcet, un de Montalvo (pròpia porta), Egea i Piquín.[9]
- 14 de gener de 1951: Lliga: Espanyol 8 - UE Lleida 0[10]
- 11 de març de 1951: Lliga: Espanyol 7 - Reial Múrcia 0[11]
- 15 d'abril de 1951: Lliga: Espanyol 6 - FC Barcelona 0, amb gols d'Arcas (2), Grau (2), Marcet i Egea.[12]
- 6 de maig de 1951: Amistós: Espanyol 9 - UE Lleida 3[13]
- 20 de maig de 1951: Amistós en benefici de la Mutualitat dels Cossos de Seguretat: Espanyol 4 - Schwaben Augsburg 2[14]
- 24 de maig de 1951: Amistós: València CF 1 - Espanyol 4[15]
- 3 de juny de 1951: Amistós a Perpinyà: Nimes Olympique 1 - Espanyol 3[16]
- 7 de juny de 1951: Comencen les obres d'ampliació de Sarrià[17]
- 10 de juny de 1951: Partit d'homenatge a Fèlix Llimós, Espanyol 4 - València CF 1.[18]
- 17 de juny de 1951: Amistós a Nimes: Nimes Olympique 3 - Espanyol 3[19]
- 24 de juny de 1951: Amistós: Palamós CF 2 - Espanyol 7[20]

## Resultats i Classificació
- Lliga d'Espanya: Onzena posició amb 30 punts (30 partits, 13 victòries, 4 empats, 13 derrotes, 82 gols a favor i 72 en contra).
- Copa d'Espanya: Vuitens de final. Fou eliminat per l'Athletic Club 4-2 a Sarrià i 5-1 a San Mamés.

## Plantilla
| P   | Jugador                | Lliga | Lliga | Copa d'Espanya | Copa d'Espanya |
| P   | Jugador                | PJ    | G     | PJ             | G              |
| --- | ---------------------- | ----- | ----- | -------------- | -------------- |
| POR | Josep Trias            | 15    | -29   | -              | -              |
| POR | Miquel Soler           | 12    | -36   | 2              | -7             |
| POR | Alfred Vera            | 4     | -7    | -              | -              |
| POR | Juan Ramón Abeijón     | -     | -     | -              | -              |
| DEF | Isidre Flotats         | 23    | -     | 2              | -              |
| DEF | Josep Parra            | 22    | -     | 2              | -              |
| DEF | Emilio Soto            | 21    | -     | 1              | -              |
| DEF | Antoni Argilés         | 18    | -     | -              | -              |
| DEF | Josep Casas            | 8     | -     | -              | -              |
| DEF | Alfonso Perdomo        | 6     | -     | -              | -              |
| DEF | Fernando               | 5     | -     | -              | -              |
| DEF | Antoni Fàbregas        | -     | -     | -              | -              |
| MIG | Rafael Grau            | 22    | 13    | 2              | -              |
| MIG | José Luis Piquín       | 21    | 6     | -              | -              |
| MIG | Ramon Celma            | 19    | 3     | 2              | 1              |
| MIG | Diego                  | 15    | 1     | -              | -              |
| MIG | Miquel Xirau           | 8     | 2     | 2              | -              |
| MIG | Josep Artigas          | 7     | 3     | 2              | -              |
| MIG | Mariano Veloy          | 7     | -     | 1              | -              |
| MIG | Juan Bolinches         | 7     | -     | -              | -              |
| DAV | Francesc Xavier Marcet | 29    | 18    | 2              | -              |
| DAV | Josep Egea             | 26    | 13    | 2              | 2              |
| DAV | Julià Arcas            | 24    | 16    | 2              | 2              |
| DAV | Ángel Calvo            | 9     | 4     | -              | -              |
| DAV | Antoni Segarra         | 3     | 1     | -              | -              |
| DAV | Rafael Oramas          | -     | -     | -              | -              |